# Thel
Thel foi uma comuna francesa na região administrativa de Auvérnia-Ródano-Alpes, no departamento de Ródano. Estendia-se por uma área de 10,27 km². Em 2010 a comuna tinha 310 habitantes (densidade: 30,2 hab./km²).
Em 1 de janeiro de 2016, passou a formar parte da nova comuna de Cours.